# 鹿又村
鹿又村（かのまたむら）は、昭和30年（1955年）まで宮城県桃生郡の中部に存在していた村。現在の石巻市鹿又にあたる。

## 地理
- 河川：旧北上川

## 沿革
- 明治22年（1889年）4月1日 - 町村制施行にともない、旧来の鹿又村単独で村制施行。
- 昭和28年（1953年）- 牡鹿郡蛇田村との間に境界変改が行われ[1]、蛇田村字新堤の一部を編入し、鹿又村字北向の一部が蛇田村に編入された[2]。
- 昭和30年（1955年）3月21日 - 北村・須江村・広淵村・前谷地村と合併し、河南町となる。

## 行政
- 歴代村長

| 代 | 氏名       | 就任                       | 退任                       | 備考 |
| -- | ---------- | -------------------------- | -------------------------- | ---- |
| 1  | 小林小助   | 明治22年（1889年）4月22日  | 明治25年（1892年）3月10日  |      |
| 2  | 伊藤泰造   | 明治25年（1892年）3月19日  | 明治29年（1896年）11月2日  |      |
| 3  | 小林小助   | 明治29年（1896年）11月19日 | 明治32年（1899年）4月12日  | 再任 |
| 4  | 佐藤甚太夫 | 明治32年（1899年）5月2日   | 明治35年（1902年）1月15日  |      |
| 5  | 伊藤泰造   | 明治35年（1902年）3月19日  | 明治36年（1903年）6月22日  |      |
| 6  | 桜田庸治   | 明治36年（1903年）7月4日   | 明治39年（1906年）8月17日  |      |
| 7  | 小野寺弁治 | 明治39年（1906年）9月3日   | 明治44年（1911年）5月5日   |      |
| 8  | 伊藤右平   | 明治44年（1911年）5月17日  | 大正2年（1913年）2月8日    |      |
| 9  | 高橋友四郎 | 大正2年（1913年）2月10日   | 大正3年（1914年）8月13日   |      |
| 10 | 伊藤泰治郎 | 大正3年（1914年）9月22日   | 大正5年（1916年）3月19日   |      |
| 11 | 小野寺弁治 | 大正5年（1916年）5月8日    | 大正8年（1919年）3月19日   | 再任 |
| 12 | 杉山彦之丞 | 大正9年（1920年）2月3日    | 昭和7年（1932年）3月2日    |      |
| 13 | 高橋融     | 昭和7年（1932年）7月21日   | 昭和11年（1936年）2月27日  |      |
| 14 | 高橋賛     | 昭和11年（1936年）7月21日  | 昭和15年（1940年）7月20日  |      |
| 15 | 佐々木浅治 | 昭和15年（1940年）8月22日  | 昭和21年（1946年）10月10日 |      |
| 16 | 高橋賛     | 昭和22年（1947年）4月5日   | 昭和26年（1951年）4月4日   | 再任 |
| 17 | 伊藤強     | 昭和26年（1951年）4月23日  | 昭和30年（1955年）3月20日  |      |

## 交通

### 鉄道
- 国鉄石巻線：佳景山駅 - 鹿又駅